# جاك يانسن
جاك يانسن (بالفرنسية: Jacques Jansen)‏ هو مغني ومغني أوبرا فرنسي، ولد في 22 نوفمبر 1913 في باريس في فرنسا، وتوفي بنفس المكان في 13 مارس 2002.

## وصلات خارجية
- جاك يانسن على موقع IMDb (الإنجليزية)
- جاك يانسن على موقع ألو سيني (الفرنسية)
- جاك يانسن على موقع ميوزك برينز (الإنجليزية)
- جاك يانسن على موقع قاعدة بيانات الأفلام السويدية (السويدية)
- جاك يانسن على موقع أول ميوزيك (الإنجليزية)
- جاك يانسن على موقع ديسكوغز (الإنجليزية)
- جاك يانسن على موقع قاعدة بيانات الفيلم (الإنجليزية)
- جاك يانسن على موقع كينوبويسك (الروسية)